# Trimalaconothrus nipponicus
Trimalaconothrus nipponicus är en kvalsterart som beskrevs av Yamamoto och Aoki 1971. Trimalaconothrus nipponicus ingår i släktet Trimalaconothrus och familjen Malaconothridae. Inga underarter finns listade i Catalogue of Life.